# 아메리제트 인터내셔널
아메리제트 인터내셔널(영어: Amerijet International)은 미국의 화물 항공사로 본사는 미국 플로리다주 포트로더데일에 위치해 있으며 1974년에 설립했다. 허브 공항으로 마이애미 국제공항이 있다.

## 보유 기종
- 아메리 제트 인터내셔널은 다음과 같은 기종을 보유하고 있으며 평균 기령은 31.6년이다.[1][2]

### 현재 사용하는 기종
| 보잉 767-200F | 3 |

### 퇴역 기종
| 기종          | 대수 |
| ------------- | ---- |
| 보잉 727-100F | 13   |
| 보잉 727-200F | 6    |

## 같이 보기
- 미국의 항공사 목록

## 사진

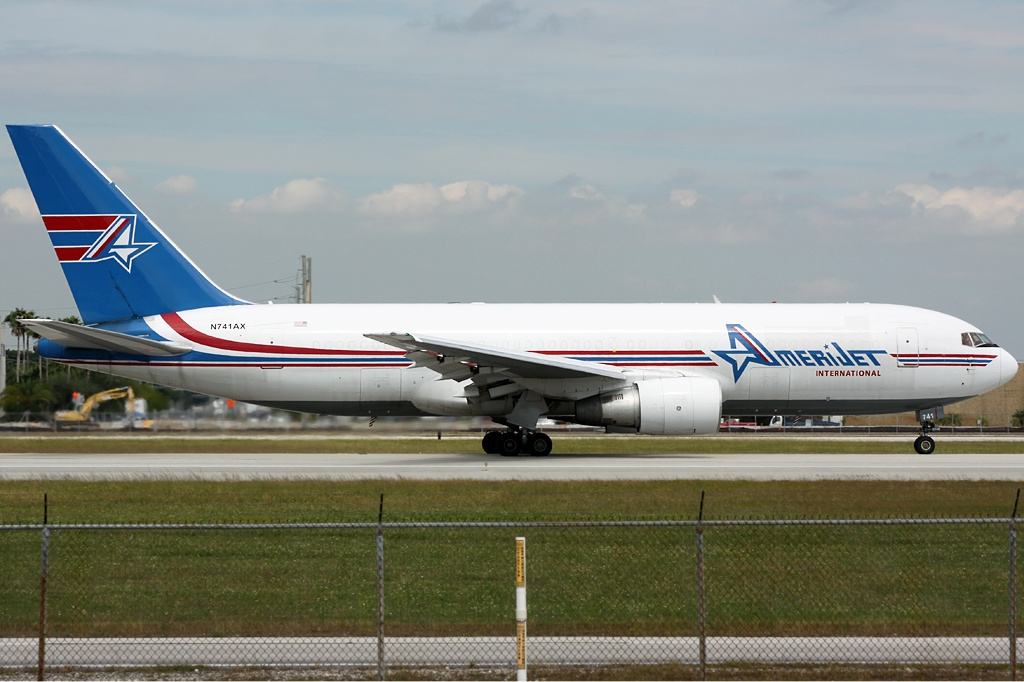
아메리 제트 인터내셔널의 보잉 767-200F